# 北海道道302号雄信内停车场线
北海道道302号雄信内停车场线（日语：北海道道302号雄信内停車場線）是一条位于北海道幌延町内的普通道级道路（北海道道）。

## 指定区間
- 起点：北海道天盐郡幌延町字雄興（＝JR宗谷本线 雄信内站）
- 終点：北海道天盐郡幌延町字雄興（＝北海道道256号丰富远别线交点）
- 总長：0.3千米

## 经过的自治体
- 宗谷综合振兴局
  - 天盐郡幌延町

## 主要连接道路
- 幌延町
  - 北海道道256号丰富遠別線＝雄興（终点）

## 历史
- 1957年7月25日 路線勘定。（1957年北海道告示第1487号）
- 1994年10月1日 路線编号变更为302号。（1994年北海道告示第1468号）